# 48779 Mariko
48779 Mariko este un asteroid din centura principală de asteroizi.

## Descriere
48779 Mariko este un asteroid din centura principală de asteroizi. A fost descoperit pe 01 septembrie 1997 la Yatsuka de Hiroshi Abe (astronom). Asteroidul prezintă o orbită caracterizată de o semiaxă mare de 2,69 ua, o excentricitate de 0,09 și o înclinație de 1,4° în raport cu ecliptica.